# Homochlodes sartina
Homochlodes sartina är en fjärilsart som beskrevs av William Schaus 1901. Homochlodes sartina ingår i släktet Homochlodes och familjen mätare. Inga underarter finns listade i Catalogue of Life.